# Halyzynowe
Halyzynowe (ukrainisch Галицинове; russisch Галицыново Galizynowo) ist ein Dorf in der ukrainischen Oblast Mykolajiw mit etwa 2200 Einwohnern (2001).
Das 1801 gegründete Dorf liegt auf 12 m Höhe am linken Ufer des Bug-Limans, der Mündung des Südlichen Bugs in den Dnepr-Bug-Liman.
Halyzynowe befindet sich etwa 30 km südlich vom Rajon- und Oblastzentrum Mykolajiw.
Östlich vom Dorf verläuft die Territorialstraße T–15–01.

## Verwaltungsgliederung
Am 11. August 2017 wurde das Dorf zum Zentrum der neugegründeten Landgemeinde Halyzynowe (ukrainisch Галицинівська сільська громада/Halyzyniwska silska hromada), zu dieser zählen auch noch die 4 in der untenstehenden Tabelle aufgelistetenen Dörfer sowie die Ansiedlungen Stepowa Dolyna, bis dahin bildete es die gleichnamige Landratsgemeinde Halyzynowe (Галицинівська сільська рада/Halyzyniwska silska rada) im Süden des Rajons Witowka.
Am 17. Juli 2020 kam es im Zuge einer großen Rajonsreform zum Anschluss des Rajonsgebietes an den Rajon Mykolajiw.
Folgende Orte sind neben dem Hauptort Halyzynowe Teil der Gemeinde:
| Name                     | Name           | Name                               |
| ukrainisch transkribiert | ukrainisch     | russisch                           |
| ------------------------ | -------------- | ---------------------------------- |
| Lymany                   | Лимани         | Лиманы (Limany)                    |
| Luparewe                 | Лупареве       | Лупарево (Luparewo)                |
| Prybuske                 | Прибузьке      | Прибугское (Pribugskoje)           |
| Stepowa Dolyna           | Степова Долина | Степовая Долина (Stepowaja Dolina) |
| Ukrajinka                | Українка       | Украинка (Ukrainka)                |